# Castelvecchio
Castelvecchio war die Kastellburg der Scaliger in Verona. Seit 1923 beherbergt das Gebäude ein Museum.

## Name
Der Name Castelvecchio (deutsch Alte Burg) entstand erst Jahrzehnte nach der Errichtung der Burg, um sie von den neueren von den Viscontis erbauten Burgen, dem Castello San Felice und dem Castel San Pietro, leichter zu unterscheiden. Ursprünglich wurde die Scaligerburg als Castello di San Martino in Aquaro bezeichnet, in Anlehnung an eine gleichnamige Kirche, von der nur noch einige Mauerreste im Innenhof der Burg erhalten geblieben sind.

## Geschichte
Cangrande II. della Scala ließ das Castelvecchio zwischen 1354 und 1356 errichten. Die Randlage am Etschufer wurde dabei bewusst gewählt. So sollte die Burg nicht nur Schutz vor äußeren Feinden bieten, sondern auch als Zufluchtsort vor Übergriffen aus der Bevölkerung oder der eigenen Verwandtschaft dienen. Als Fluchtweg wurde 1355 die Scaligerbrücke über die Etsch erbaut, die ursprünglich nur von der Burg aus erreichbar war und deren Begehung allein den Burginsassen vorbehalten war. Unter der Signoria von Bartolomeo II. della Scala und seinem jüngeren Bruder Antonio della Scala wurde 1375 der Bergfried, der auch als Brückenturm diente, fertiggestellt, woran ein Gedenkstein im Bergfried erinnert. Nur wenige Jahre darauf war das Ende der Scaligerherrschaft gekommen, als Antonio della Scala im Oktober 1387 in der Burg vergeblich Zuflucht vor den angreifenden Truppen Gian Galeazzo Viscontis suchte, und Burg und Stadt schließlich übergeben musste.
In den folgenden Jahrhunderten wurde das Gebäude mehrfach verändert. Die Venezianer nutzten das Castel als Festung und als Lagerhaus; den französischen und österreichischen Besatzern diente es als Kaserne. 1923 trat der Staat das Nutzungsrecht an die Stadt Verona ab. Von 1924 bis 26 fanden Umbauarbeiten statt, um das Gebäude als Museum zu nutzen.
Bei diesen Arbeiten wurde massiv in die Bausubstanz und -struktur eingegriffen. Im Sinne des Historismus orientierte man sich an Bauformen der Renaissance; dabei verwendete man Material von Überresten der im Krieg in Verona zerstörten Paläste.
Am 14. und 15. November 1943 fand im Castelvecchio der erste Parteitag der neugegründeten Republikanischen Faschistischen Partei statt, die nach dem Sturz Mussolinis im Juli 1943 und dem Verbot der Faschistischen Partei im September des gleichen Jahres gegründet worden war. Auf dem Parteitag wurde unter Mitarbeit des deutschen Generalbevollmächtigten in Italien Rudolf Rahn das sogenannte Manifest von Verona verabschiedet, mit dem die Eckpunkte des Regierungsprogramms der Italienischen Sozialrepublik festgelegt wurden.
Wenige Wochen nach dem Parteikongress fand vom 8. bis 10. Januar 1944 wiederum im großen Saal der Burg der sogenannte Prozess von Verona statt. In dem Schauprozess wurden sieben ehemalige Mitglieder des Großen Faschistischen Rats, die in der Sitzung vom 24./25. Juli 1943 im Rom im Palazzo Venezia für die Absetzung von Benito Mussolini als Oberbefehlshaber der italienischen Streitkräfte gestimmt hatten, wegen Hochverrats zum Tode verurteilt, darunter Galeazzo Ciano, der Schwiegersohn Mussolinis.
Kurz vor der Befreiung Veronas durch die Alliierten in der Nacht vom 25. auf den 26. April 1945 wurden die beiden Etschbrücken Ponte Scaligero und Ponte Pietra am 24. April von der Wehrmacht gesprengt. Erstere wurde zwischen 1949 und 1951 wiederaufgebaut, letztere 1957.
Zwischen 1958 und 1964 wurde das Museum vom italienischen Architekten Carlo Scarpa umgebaut.

## Das Museum
Gezeigt werden Werke der Veroneser Malerei von der Gotik bis ins 17. Jahrhundert, mit einem besonderen Schwerpunkt auf der Kunst der Renaissance. Darunter sind Werke von Stefano da Verona, Pisanello, Giovanni Francesco und Giovanni Caroto oder Liberale da Verona.
Außerdem besitzt das Museum mehrere bedeutende Werke der venezianischen Malerei, darunter Werke von Andrea Mantegna, Jacopo, Giovanni und Gentile Bellini, Carlo Crivelli, Jacopo Tintoretto, Tizian, Paolo Veronese sowie Giambattista und Giandomenico Tiepolo.

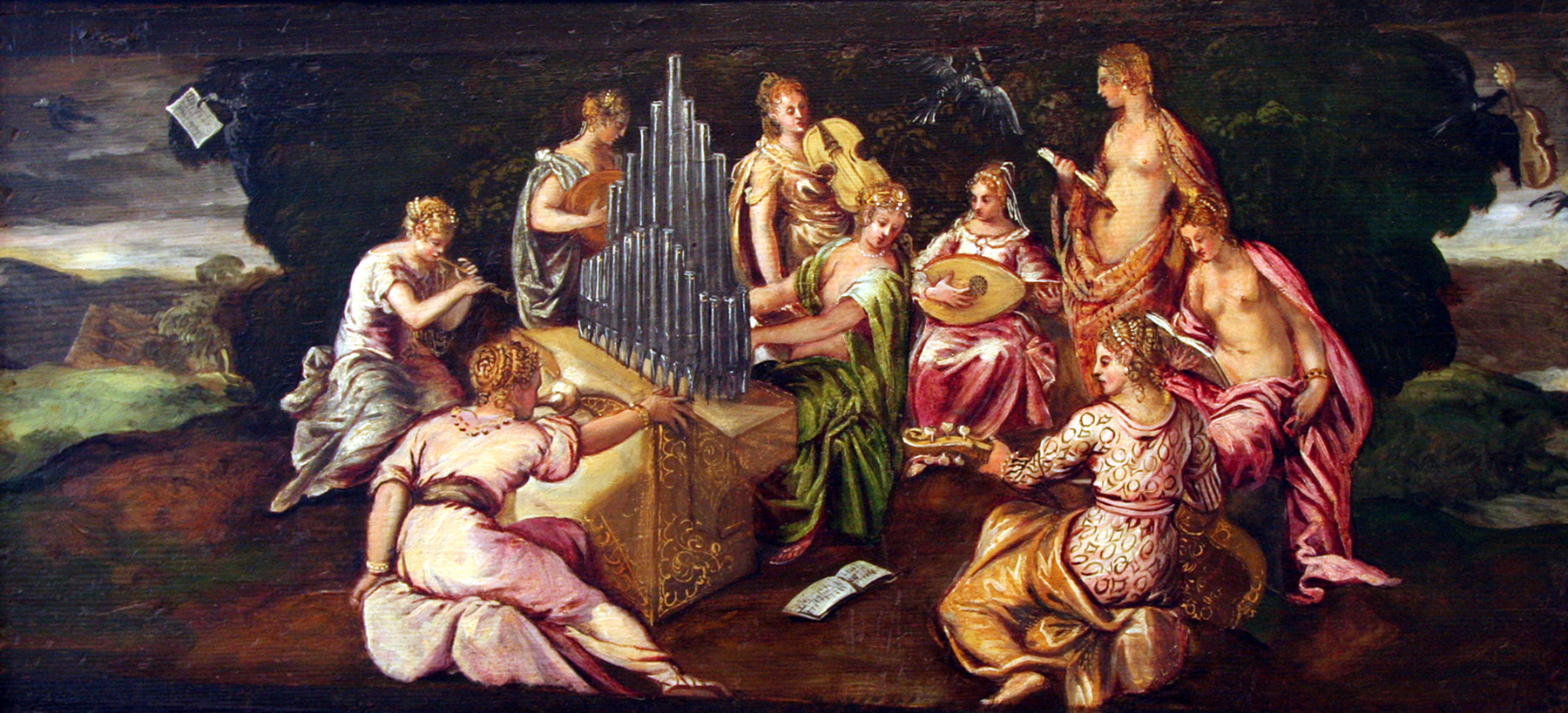
Tintoretto: Die neun Musen
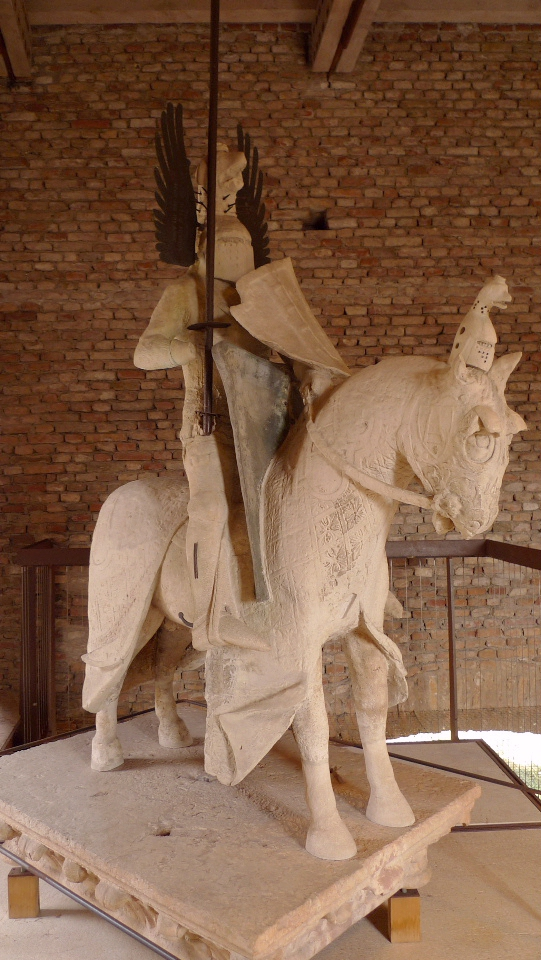
Reiterstandbild des Mastino II. della Scala
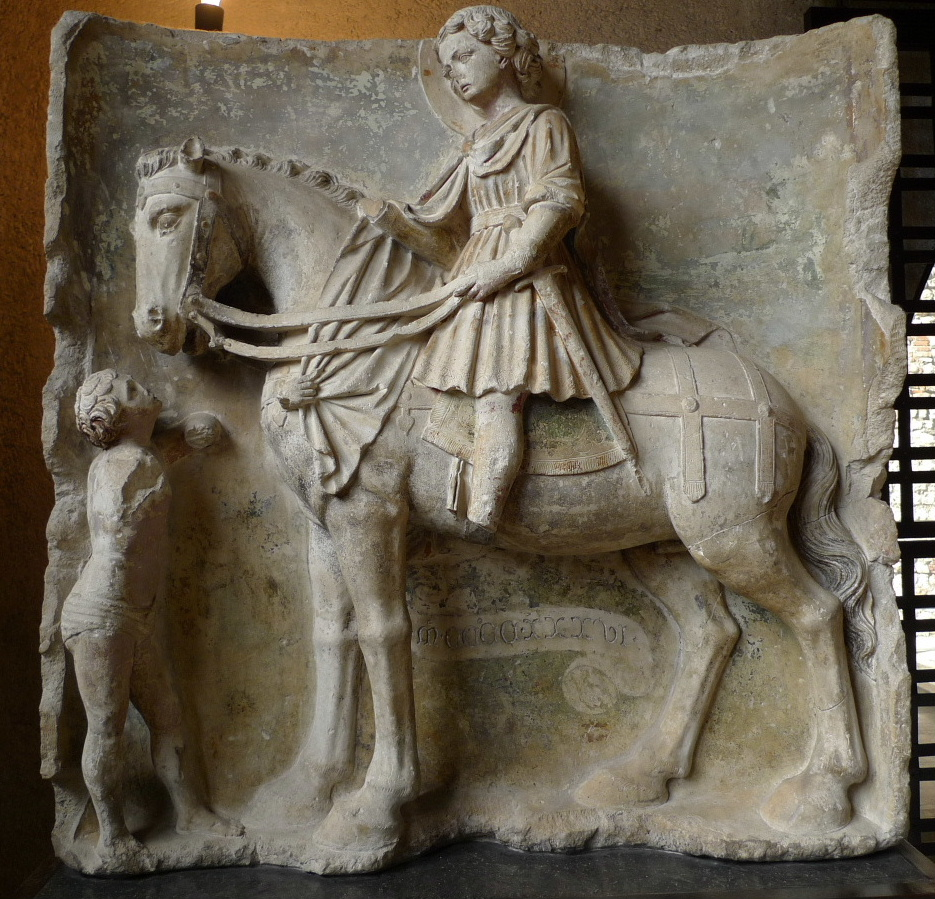
Sankt Martin (1436) – Steinrelief eines toskanischen Meisters
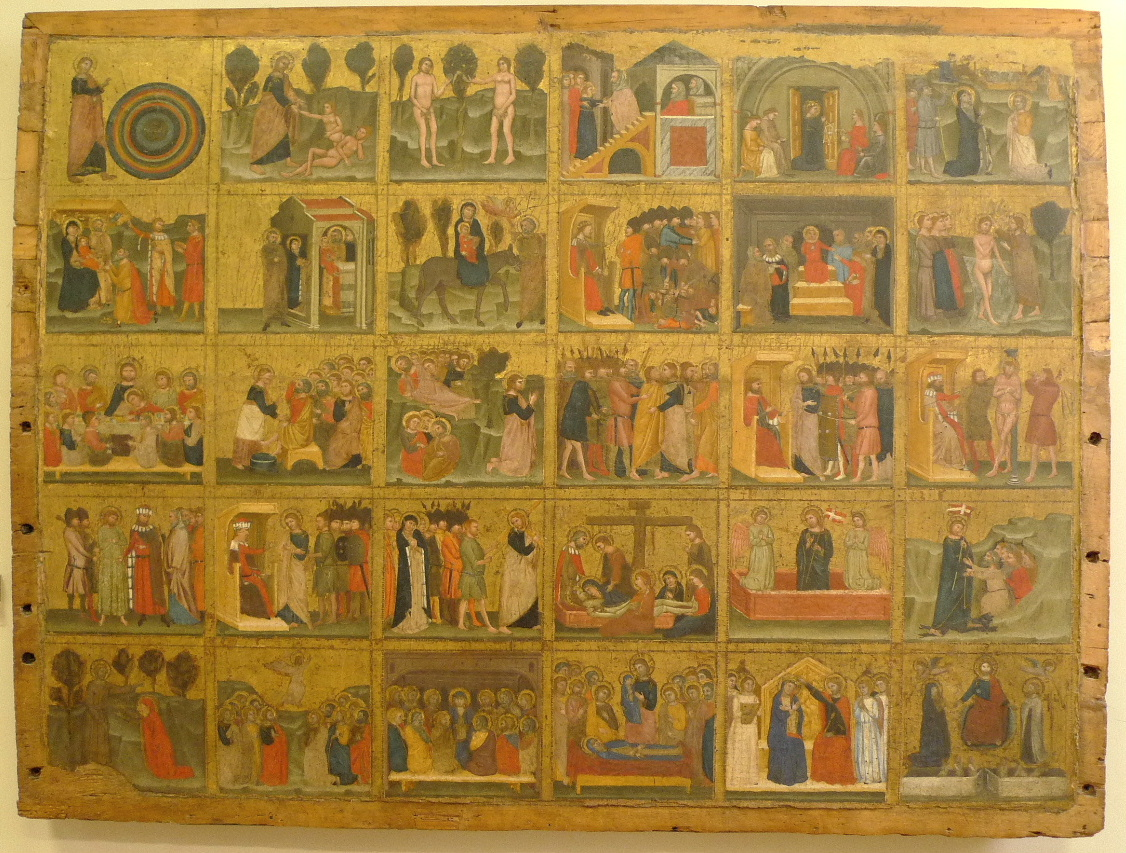
Biblische Geschichte (Mitte des 14. Jahrh.) – Tafelbild eines Veroneser Künstlers
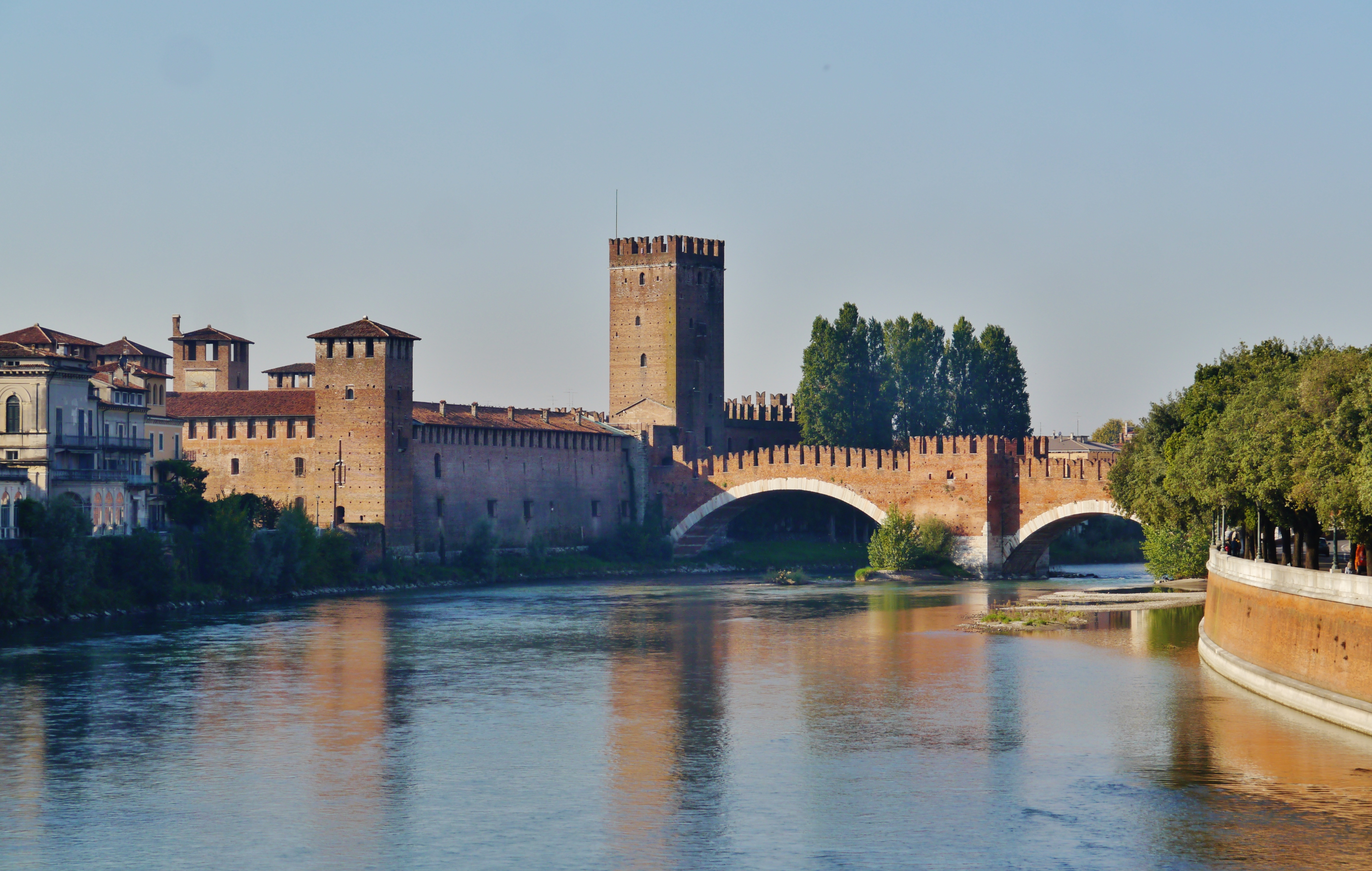
Nordseite des Castelvecchio mit der Etsch und der Ponte Scaligero

### Das Reiterstandbild des Cangrande della Scala

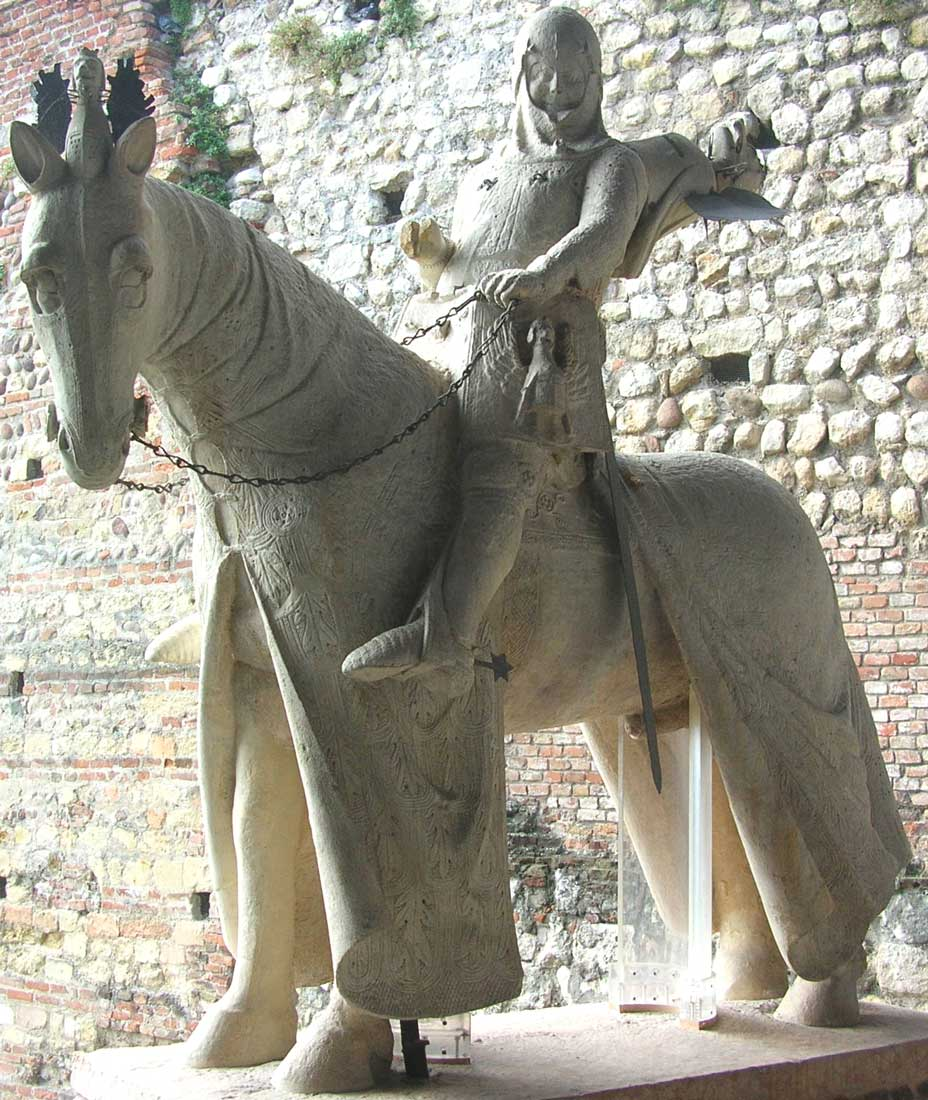
Cangrande della Scala

Das Museum beherbergt außerdem einige hervorragende lebensgroße Standbilder. Das berühmteste ist der sogenannte „Lächelnde Ritter zu Pferde“ aus der Mitte des 14. Jahrhunderts, Francesco della Scala, mit Kriegsnamen Cangrande della Scala. Diese zwei Meter hohe Reiterstatue stand ursprünglich auf dem Areal der Skaligergräber und sie ist zum Schutz später hierhin verlegt worden, nachdem ein Blitz sie zu Boden geschleudert hatte.
Die Statue zeigt einen originellen Zuschnitt: das Pferd steht still, aber eine lange, wie vom Wind zurück geblähte Satteldecke erweckt den Eindruck von lebhafter Bewegung. Dasselbe gilt vom Kopf des Tieres und von der Seitenansicht des Ritters, dessen großer heraldischer Helm schräg über der Schulter hängt. Das Tier ist völlig bedeckt mit einer fein ornamentierten Decke, die die ganze Kunst der Veroneser Steinmetzen um 1330 beweist.
Zu diesem Reiterdenkmal, seinem ursprünglichen Zusammenhang als Grabmal sowie den übrigen Grabdenkmälern siehe den Hauptartikel Scaliger-Grabmäler.

## Kunstraub
Am 19. November 2015 wurden aus dem Museum 17 Gemälde im Wert von ca. 15 Millionen Euro gestohlen. Die Räuber kannten offenbar das Museum bestens und gingen äußerst professionell vor und es wird vermutet, dass sie auf Bestellung gehandelt haben. Die gestohlenen Werke, darunter „Die Wachtel-Madonna“ von Antonio Pisanello (1420), „Die Heilige Familie mit der Heiligen“ von Andrea Mantegna (um 1500) und „Die Dame von Licnidi“ von Peter Paul Rubens, gelten als unverkäuflich.